# Кобилщак
Кобилщак (словен. Kobilščak) — поселення в общині Раденці, Помурський регіон, Словенія. Висота над рівнем моря: 292 м.